# Jansen en Janssen (televisieprogramma)
Jansen en Janssen was een 25 minuten durend televisieprogramma dat de VPRO wekelijks uitzond in de zomer van 2007. Het was een onderzoeksjournalistiek programma, gericht op het aan de kaak stellen van slecht functionerend beleid, alsook op diverse maatschappelijk en economisch actuele onderwerpen. Het werd gepresenteerd door Tjeerd Bijman en Martijn Kieft.
Een opmerkelijke gast was de Amsterdamse wethouder van ruimtelijke ordening Maarten van Poelgeest, die het niet erg vond wanneer krakers leegstaande kantoorgebouwen zouden betrekken.
Ook waren er afleveringen over afvalscheiding, het uitsterven van de grutto, anonimiteit, betaalbare starterswoningen, klimaatneutraal zijn, kunstvervalsing en zuinige auto's.